# Малые Сорочинцы
Малые Сорочинцы (укр. Малі Сорочинці) — село, Хомутецкий сельский совет, Миргородский район, Полтавская область, Украина.
Население по переписи 2001 года составляло 527 человек.
В Центральном Государственном Историческом Архиве Украины в городе Киеве есть документы православной церкви за 1753—1794 год, отдельные поздние исповедные описи есть в Полтавском облархиве
Село указано на специальной карте Западной части России Шуберта 1826—1840 годов как село Сорочинцы

## Географическое положение
Село Малые Сорочинцы находится на правом берегу реки Хорол, выше по течению на расстоянии в 1 км расположено село Довгалевка, ниже по течению на расстоянии в 5 км расположен город Миргород, на противоположном берегу — село Зубовка. По селу проходит несколько ирригационных каналов.

## История
Во время археологических раскопок на северной окраине села обнаружены поселения эпохи бронзы III—II тысячелетий до н. э., на берегу р. Хорола — остатки поселения черняховской культуры.
До XIX в. населенный пункт назывался село Сорочинцы (в отличие от городка Сорочинцы). По ревизии 1723 село названо «полковничий», так как принадлежало миргородском полковнику Д. Апостолу. Казацким атаманом села тогда был Степан Гигеняченко (Гигенченко) самые казаки -Данило Квас, Леонтий Адаменко, Кирилл Шаповаленко, Кондрат Грещенко (Гресь?), Зинец Деркачеико и другие. В 1723 году в селе уже существовала Параскевиивська церковь, священником в которой служил «презвитер» о. Стефан Иосифович, дьяком — Корней Василенко, пономарем — Алексей Безбороденко. В 1737 году атаманом села был Иван Деркаченко, вийтом — Савка Ревенко. В 1781 году село входило в второй Миргородской сотни Миргородского полка. В 1787 году там жили «разного звания казенные люди» и подвергнуты казацкой старшины: сотников Александра Попатенко, Алексея Ганжевича и других владельцев, всего 783 души. В 1883 году село входило в Зубивськои волости, размещалось 7 верст от Миргорода, за 2 версты от Зубовку; мало 333 хозяйства (из них 270 казацких), 1725 душ обоего пола. В 1885 году построен новый деревянный храм Параскевиивськои церкви; С 1896 года в селе действовало начальное народное училище.
В 1910 году в селе было 320 хозяйств (из них 268 казацких, 35 крестьянских, 11 привилегированного сословия), 1791 житель. Кроме земледелия, население занималось и другими видами деятельности: плотничеством — 13 душ, портнихи 16 сапожничеством — 5, столярством — 8, кузнечным — 3 , ткачеством — 33 (из них 32 мужчины, одна женщина), интеллигентными занятиями 20. Крупнейшими землевладельцами были Юзефович, Попатенко, Явтушенко, Губенко. В начале XX в. в селе жила семья зажиточных мещан Стельмахов (вероятно, купцов) Василий Михайлович Стельмах учительствовал в Малосорочинському начальном народном училище. Имел землю в селе также земский врач А. Т. Богаевский. В 1915 работала кирпичный казака Захара Юрченко. 1912 действовала женская церковно школа, 1918 гг. — начальная двухклассная 5-комплектная школа. В 1923—1926 гг. Село входило в Зубивськои сельского совета Поповского района Лубенского округа, мало 402 хозяйства, 1828 человек. В 1929—1930 гг. В селе был создан первый колхоз «Согласие», его организатором был Матвей Митрофанович Юхименко, первым председателем — Антон Яковлевич Кваша. В 20-х — 30-х гг. Были репрессированы члены семей дач, Деркачей, Иваненко, Нечипоренко, Пьятькив, Терещенко, тимошенко, Шуб, Юхименко и др. В 40-х гг. действовал колхоз имени Кирова.
В 1985 г. насчитывало 295 дворов, 613 жителей; В 1993 г. — 166 дворов, 321 житель; 2006 г. — 201 двор, 476 жителей.

## Экономика
- Молочно-товарная ферма.
- «Славутич», сельскохозяйственное ООО.

## Объекты социальной сферы
- Клуб.